# Championnat du Congo de football 1980
Navigation
Saison précédente Saison suivante
La saison 1980 du Championnat du Congo de football est la 18e édition de la première division congolaise, la MTN Ligue 1. Les douze équipes sont regroupées au sein d'une poule unique, où chaque équipe affronte tous les adversaires de sa poule deux fois, à domicile et à l'extérieur. En fin de saison, pour permettre le passage du championnat à treize clubs, le champion de deuxième division est promu tandis que les deux derniers du classement jouent un barrage de promotion-relégation face aux 2e et 3e de D2.
C’est le tenant du titre, l’Étoile du Congo, qui remporte à nouveau la compétition, après avoir terminé en tête du classement final, grâce à une meilleure différence de buts que le CARA Brazzaville. Les Diables noirs de Brazzaville complètent le podium, à sept points du duo de tête. C’est le quatrième titre de champion du Congo de l’histoire du club.

## Qualifications continentales
Le champion du Congo se qualifie pour la Coupe des clubs champions africains 1982 tandis que le vainqueur de la Coupe du Congo obtient son billet pour la Coupe des Coupes 1982. Si un club réussit le doublé Coupe-championnat, c’est le finaliste de la Coupe qui participe à la Coupe des Coupes.

## Les clubs participants
| - AC Léopards - Diables noirs de Brazzaville - Inter Club Brazzaville - Étoile du Congo - CARA Brazzaville - Kotoko Mfoa - Promu de D2 | - AS Cheminots Pointe-Noire - Patronage Sainte-Anne - Vita Club Mokanda - FC Abeilles - Telesport Brazzaville - AS Mif - Promu de D2 |

## Compétition

### Classement
Le barème utilisé pour établir le classement est le suivant :
- Victoire : 2 points
- Match nul : 1 point
- Défaite, forfait ou abandon : 0 point

| Rang | Équipe                       | Pts | J  | G | N | P | Bp | Bc | Diff |
| ---- | ---------------------------- | --- | -- | - | - | - | -- | -- | ---- |
| 1    | Étoile du CongoT             | 34  | 22 |   |   |   |    |    |      |
| 2    | CARA BrazzavilleC            | 34  | 22 |   |   |   |    |    |      |
| 3    | Diables noirs de Brazzaville | 27  | 22 |   |   |   |    |    |      |
| 4    | Inter Club                   | 24  | 22 |   |   |   |    |    |      |
| 5    | Patronage Sainte-Anne        | 24  | 22 |   |   |   |    |    |      |
| 6    | Vita Club Mokanda            | 23  | 22 |   |   |   |    |    |      |
| 7    | AS Cheminots Pointe-Noire    | 21  | 22 |   |   |   |    |    |      |
| 8    | Kotoko MfoaP                 | 21  | 22 |   |   |   |    |    |      |
| 9    | FC Abeilles                  | 17  | 22 |   |   |   |    |    |      |
| 10   | Telesport Brazzaville        | 17  | 22 |   |   |   |    |    |      |
| 11   | AC Léopards                  | 13  | 22 |   |   |   |    |    |      |
| 12   | AS MifP                      | 8   | 22 |   |   |   |    |    |      |

|  | Qualifié pour la Coupe des clubs champions africains 1982                             |
|  | Qualifié pour la Coupe des Coupes 1982                                                |
|  | Participation au barrage de promotion-relégation                                      |
|  | T : Tenant du titre C : Vainqueur de la Coupe du Congo P : Promu de deuxième division |

### Matchs

#### Barrage de promotion-relégation
Les résultats des barrages sont inconnus mais on sait que les deux clubs de première division se maintiennent parmi l'élite.

## Bilan de la saison
| Championnat du Congo de football 1980    |                            |
| Champion                                 | Étoile du Congo (4e titre) |
| Coupes et trophées                       |                            |
| Vainqueur de la Coupe du Congo 1980      | CARA Brazzaville           |
| Qualifications continentales             |                            |
| Coupe des clubs champions africains 1982 | Étoile du Congo            |
| Coupe des Coupes 1982                    | CARA Brazzaville           |
| Promotions et relégations                |                            |
| Promus en MTN Ligue 1                    | Petrosport Pointe-Noire    |
| Relégués en MTN Ligue 2                  | Aucun                      |